# Rough Water
"Rough Water" là bài hát của Travie McCoy hợp tác với Jason Mraz. Nó được phát hành dưới dạng đĩa đơn tải nhạc vào ngày 13 tháng 9 năm 2013 bởi Fueled by Ramen.

## Danh sách track
| Tải nhạc | Tải nhạc                               | Tải nhạc   |
| STT      | Nhan đề                                | Thời lượng |
| -------- | -------------------------------------- | ---------- |
| 1.       | "Rough Water" (hợp tác với Jason Mraz) | 3:39       |

## Bảng xếp hạng
| Bảng xếp hạng (2013–14)         | Vị trí cao nhất |
| ------------------------------- | --------------- |
| Bỉ (Ultratip Flanders)          | 11              |
| New Zealand (Recorded Music NZ) | 38              |
| Hoa Kỳ Billboard Hot 100        | 82              |
| Hoa Kỳ Pop Airplay (Billboard)  | 20              |